# Populus cathayana
Populus cathayana é uma espécie de árvore do gênero populus, pertencente à família Salicaceae. É nativa do nordeste da Ásia.